# 괼디원숭이

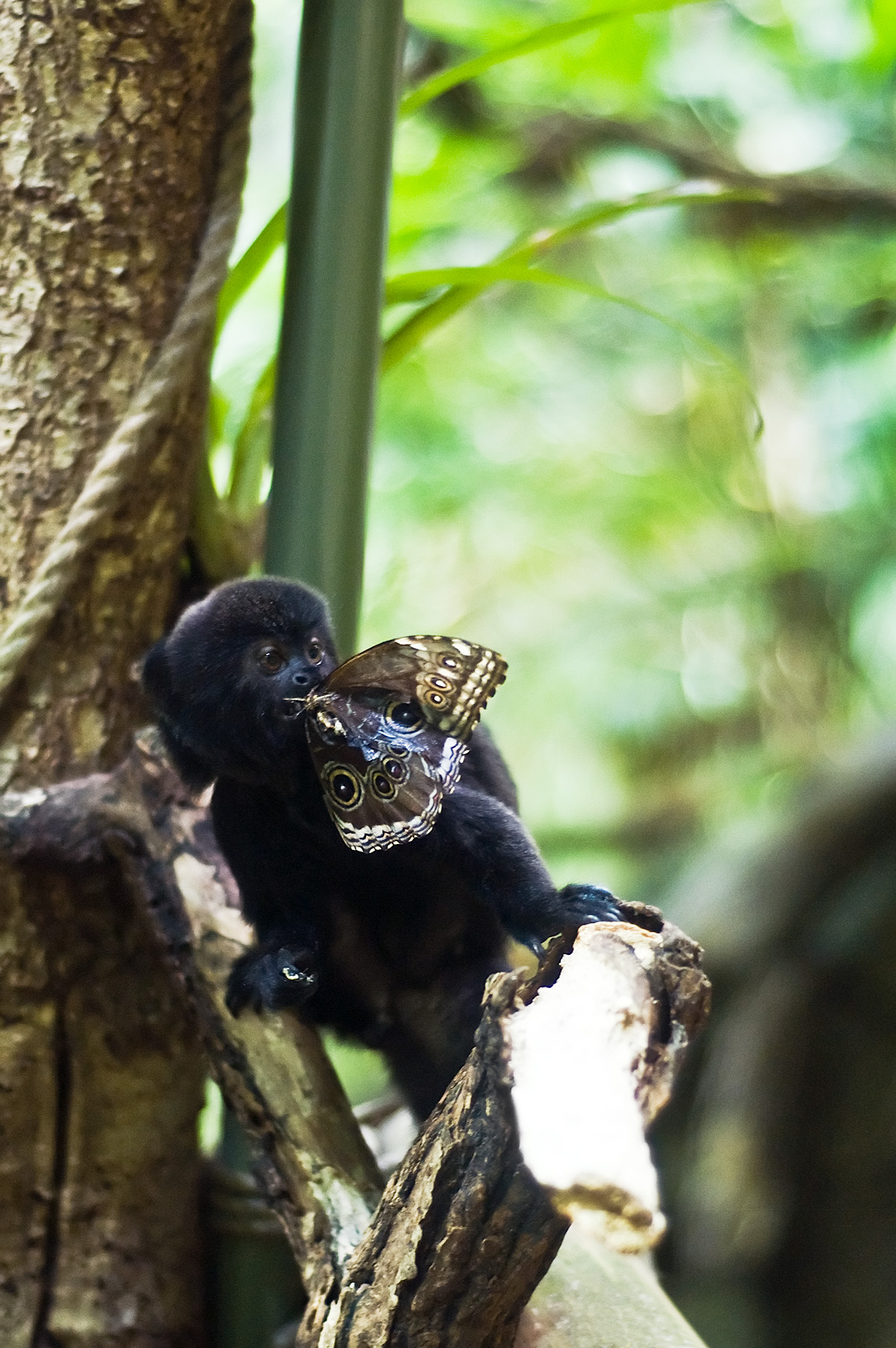
나비를 잡아먹는 마모셋원숭이

괼디원숭이 또는 괼디마모셋은 볼리비아, 브라질, 콜롬비아, 에콰도르, 페루의 상부 아마존 분지 지역에서 사는 남아메리카의 작은 신세계원숭이이다. 괼디원숭이속(Callimico)의 유일 종이며 ‘캘리니코스’(callimicos)로 불리기도 한다. 괼디마모셋은 거무스름하거나 검은 갈색을 띤다. 이들의 키는 20–23cm 정도이고, 꼬리는 25–30cm 정도이다. 괼디마모셋은 1904년에 처음 명명되었으며, 마지막으로 명명된 원숭이속 중 하나이다. 예전의 분류 체계에서는 자신의 이름을 딴 괼디마모셋과(Callimiconidae)로 분류되기도 하였고, 때때로 (현재는 폐기되었지만) 마모셋과 타마린을 포함하는 마모셋과에 분류되기도 하였다. 좀 더 최근에는 꼬리감는원숭이과로 분류되었고, 꼬리감는원숭이와 다람쥐원숭이뿐만 아니라, 모든 마모셋과 타마린을 포함했었다. 현재는 비단원숭이과로 분류하고 있다.
암컷은 생후 8.5개월, 숫컷은 16.5개월이면 생식이 가능하다. 임신 기간은 140일에서 180일 정도이다. 다른 신세계원숭이들과는 다르게, 이들은 한 해에 두 번의 생식이 가능하다. 꼬리감는원숭이과의 다른 종들이 대부분 보통 한 쌍을 낳는 데 반하여, 어미는 한 번의 한 마리의 새끼 원숭이를 밴다. 새끼가 젖을 떼는 시기는 생후 약 65일 이후이다. 동물원 등에서의 평균 수명은 약 10년이다.
괼디마모셋은 키 작은 덤불이 우거진 곳에서 먹이를 구한다. 우기에 이들의 먹이는 과일, 곤충, 거미, 도마뱀, 개구리, 뱀 등이다. 건기에 이들은 먹이로 버섯류를 먹는 데, 이런 종류의 먹이에 의존하는 것은 열대 영장류 중에서 이 종이 유일하다. 이들은 (약 6 마리 정도로) 작은 사회 집단을 이루며 사는 데, 시간의 대부분을 서로 불과 몇 피트 내에서 지내며, 고음의 소리를 통해 서로 연락한다. 이들은 또한 타마린과 함께 다특이성군을 형성하는 것으로 알려져 있는 데, 이는 아마 괼디마모셋이 다른 신세계원숭이 종들의 일부 개체에게 완전한 삼원색의 시각을 갖도록 해 주는 X-연관 다형성을 갖는 것으로 알려져 있지 않기 때문이다.
 이 종은 스위스의 박물학자 에밀 어거스트 괼디에 의해 발견되어 이름 붙여졌다.

## 계통 분류
비단원숭이과의 계통 분류는 다음과 같다.
|  | 사자타마린속                                                                                  |
|  |                                                                                               |
|  | \| \| 괼디원숭이속 \| \| \| \| \| \| 마모셋(비단마모셋속, 미코속, 피그미마모셋속) \| \| \| \| |
|  |                                                                                               |
|  | 괼디원숭이속                                                                                  |
|  |                                                                                               |
|  | 마모셋(비단마모셋속, 미코속, 피그미마모셋속)                                                  |
|  |                                                                                               |

|  | 괼디원숭이속                                 |
|  |                                              |
|  | 마모셋(비단마모셋속, 미코속, 피그미마모셋속) |
|  |                                              |

|  | 검은망토타마린속 |
|  |                  |
|  | 타마린속         |
|  |                  |

|  | 사자타마린속                                                                                  |
|  |                                                                                               |
|  | \| \| 괼디원숭이속 \| \| \| \| \| \| 마모셋(비단마모셋속, 미코속, 피그미마모셋속) \| \| \| \| |
|  |                                                                                               |
|  | 괼디원숭이속                                                                                  |
|  |                                                                                               |
|  | 마모셋(비단마모셋속, 미코속, 피그미마모셋속)                                                  |
|  |                                                                                               |

|  | 괼디원숭이속                                 |
|  |                                              |
|  | 마모셋(비단마모셋속, 미코속, 피그미마모셋속) |
|  |                                              |

|  | 검은망토타마린속 |
|  |                  |
|  | 타마린속         |
|  |                  |